# Cité Maurice-Thorez
La cité Maurice-Thorez est un ensemble d'habitation situé avenue Georges-Gosnat à Ivry-sur-Seine, dans le Val-de-Marne.

## Dénomination
La cité tient son nom de Maurice Thorez, homme politique, figure du Parti communiste français, élu en 1932 député d'Ivry à la Chambre puis, après-guerre, député de la Seine aux deux Assemblées nationales constituantes (1945-1946) et député à l'Assemblée nationale, de 1946 à sa mort.

## Histoire
À cet endroit s'élevaient encore, dans les années 1930, des habitations à bon marché .
Bâti en 1953 sous la direction des architectes Henri et Robert Chevallier, fils de Louis Chevallier, il s'agit du premier immeuble de grande hauteur de la ville. En forme de T, avec un nombre d'étages allant graduellement de huit à quatorze selon la section, l'ensemble a une ossature en béton armé et il arbore des briques rouges. À son apogée, un clocheton est visible.
L'ensemble compte 400 logements et donne sur le parc départemental des Cormailles, un espace vert municipal de 5,3 ha réalisé en 2003.

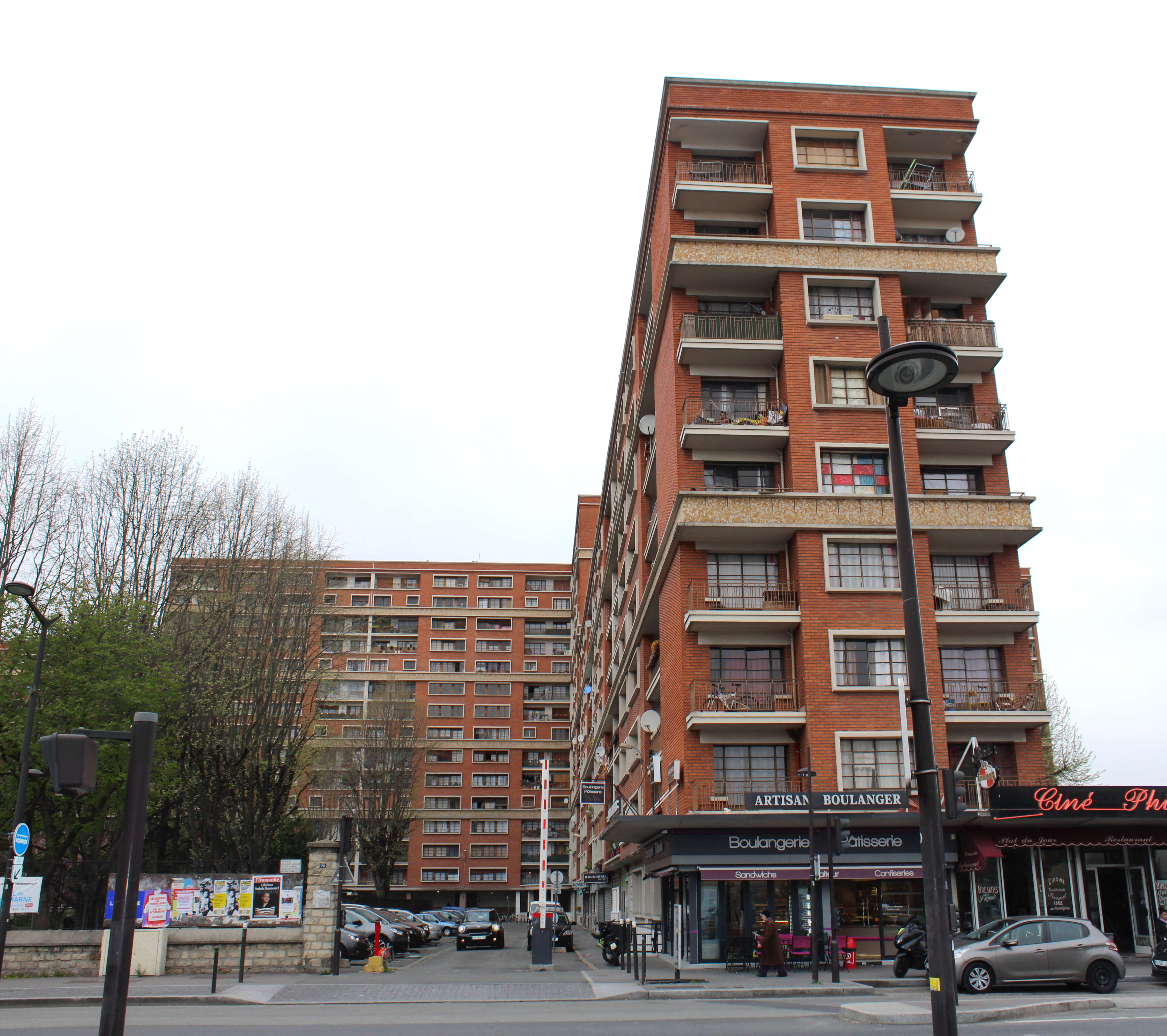
L'entrée de la cité, avenue Georges-Gosnat.
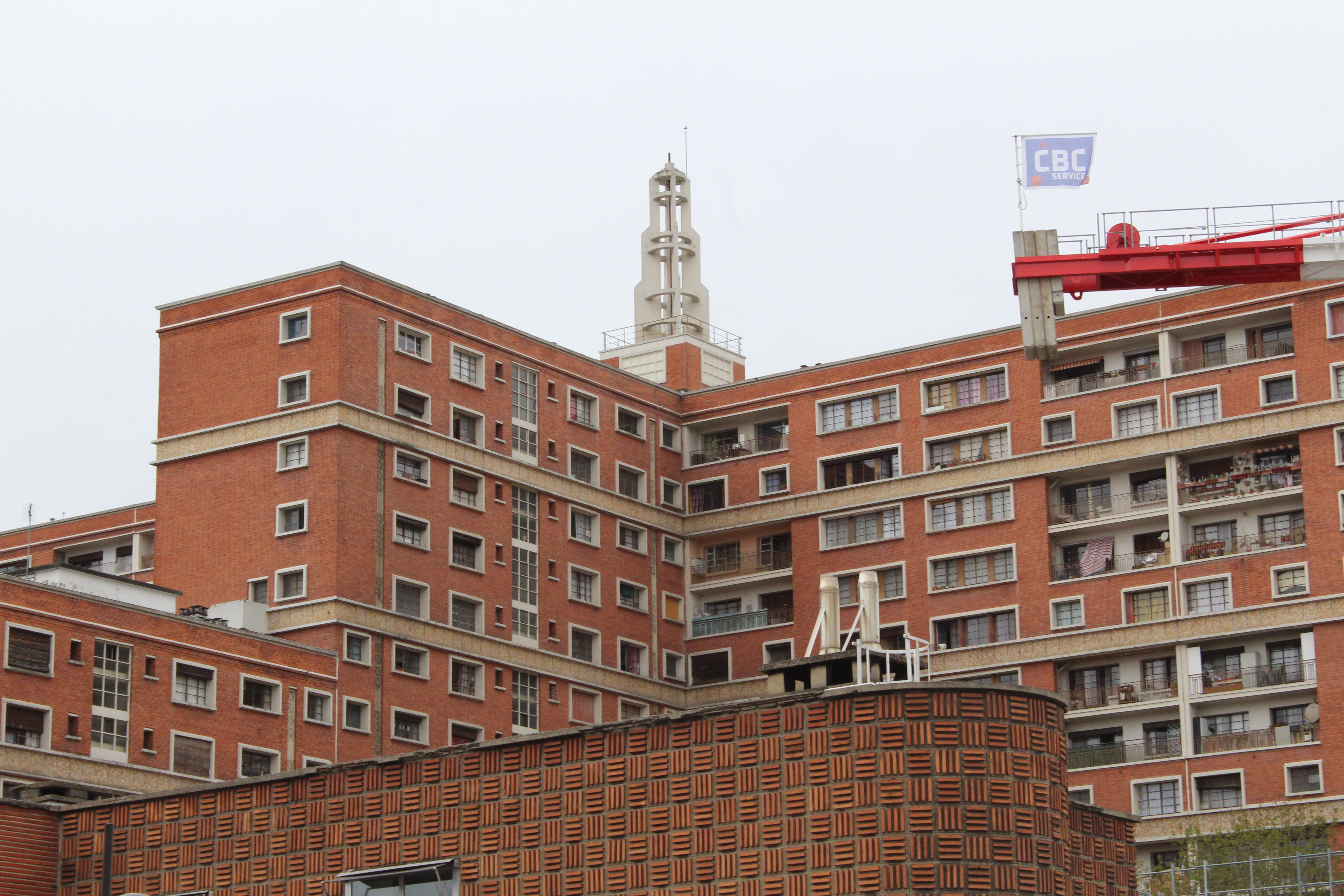
Le clocheton.

## Protection
La cité Maurice-Thorez est labellisée « patrimoine du XXe siècle » depuis 2008.

## Au cinéma
La cité Maurice-Thorez a servi de lieu de tournage, en 2019, pour certaines scènes du film Gagarine (2020).